# Przeciwnica
Przeciwnica – wieś sołecka w Polsce położona w województwie wielkopolskim, w powiecie obornickim, w gminie Oborniki.
W latach 1975–1998 miejscowość administracyjnie należała do województwa poznańskiego.

## Sołectwo
W skład sołectwa wchodzą także wybudowania:
- Dołęga,
- Ruks Młyn.